# Centro Israelita Porto-Alegrense

Centro Israelita Porto-Alegrense é uma instituição comunitária judaica localizada no bairro Bom Fim, em Porto Alegre, capital do estado do Rio Grande do Sul, Brasil. Fundado em 1917 por imigrantes judeus oriundos da Europa Oriental, é um dos mais antigos centros judaicos do estado e segue em atividade como sinagoga e centro cultural-religioso da comunidade judaica local .

## História
O Centro Israelita Porto-Alegrense foi fundado em 12 de setembro de 1917, sob o nome original de Associação Religião e Misericórdia, por judeus imigrantes do Império Russo, Polônia, Romênia e Ucrânia . Esses imigrantes buscavam criar um espaço próprio para preservar suas tradições religiosas e culturais em um novo país.
A partir de 1951, a entidade passou a funcionar em sua sede atual na Rua Henrique Dias, no coração do bairro Bom Fim, consolidando-se como um centro de referência para o judaísmo tradicional na cidade .

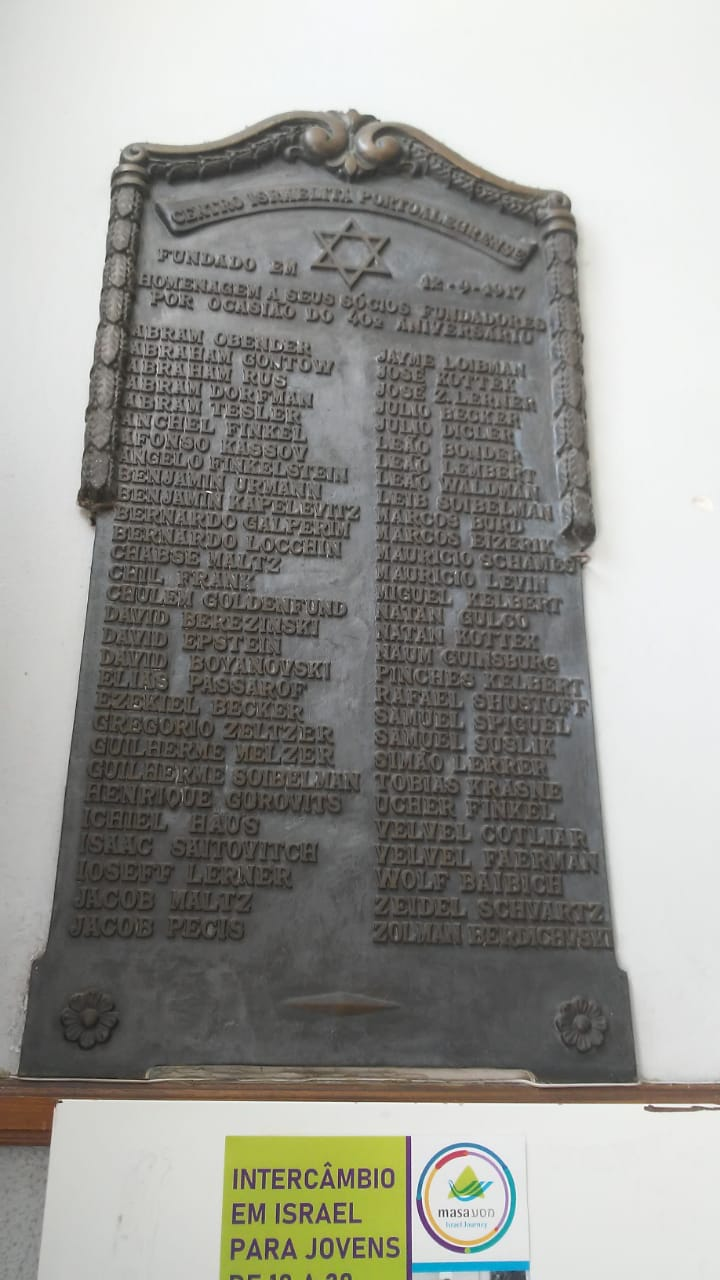
Placa em homenagem aos sócios fundadores do Centro Israelita Porto-Alegrense

## Sinagoga
A sinagoga do Centro Israelita abriga atividades religiosas regulares, celebrações das principais datas do calendário judaico, além de eventos culturais e educacionais. O prédio também funciona como um ponto de encontro comunitário e de preservação da identidade judaica ashkenazi em Porto Alegre .

## Atividades e Afiliados
O Centro Israelita é filiado à Federação Israelita do Rio Grande do Sul (FIRS) e promove atividades como:
- Serviços religiosos tradicionais;
- Ensino da língua hebraica e da Torá;
- Programas sociais e culturais;
- Atividades para jovens, adultos e terceira idade.

A instituição adota uma postura de judaísmo tradicional moderno, promovendo valores de pluralismo, inclusão e engajamento comunitário.

## Reconhecimento
Em 2017, por ocasião do seu centenário, o Centro Israelita recebeu diversas homenagens oficiais. Foram realizadas sessões solenes na Câmara Municipal de Porto Alegre e na Assembleia Legislativa do Rio Grande do Sul, além do plantio simbólico de árvores na Praça Lupicínio Rodrigues, marcando cada década de existência da entidade .